# 广州地铁十二号线列车
廣州地鐵十二號線列車是广州地铁的电动车组车款之一，地铁內部型號為A10。列車由中車株洲電力機車生產。
首列车（12x009-010）已于2024年4月底运抵大学城南停车场；开通初期所需的23列车已在2025年5月全数到货。随着2025年6月29日12号线通车，本列车亦于当日投入运营服务。

## 列车设计

### 外观

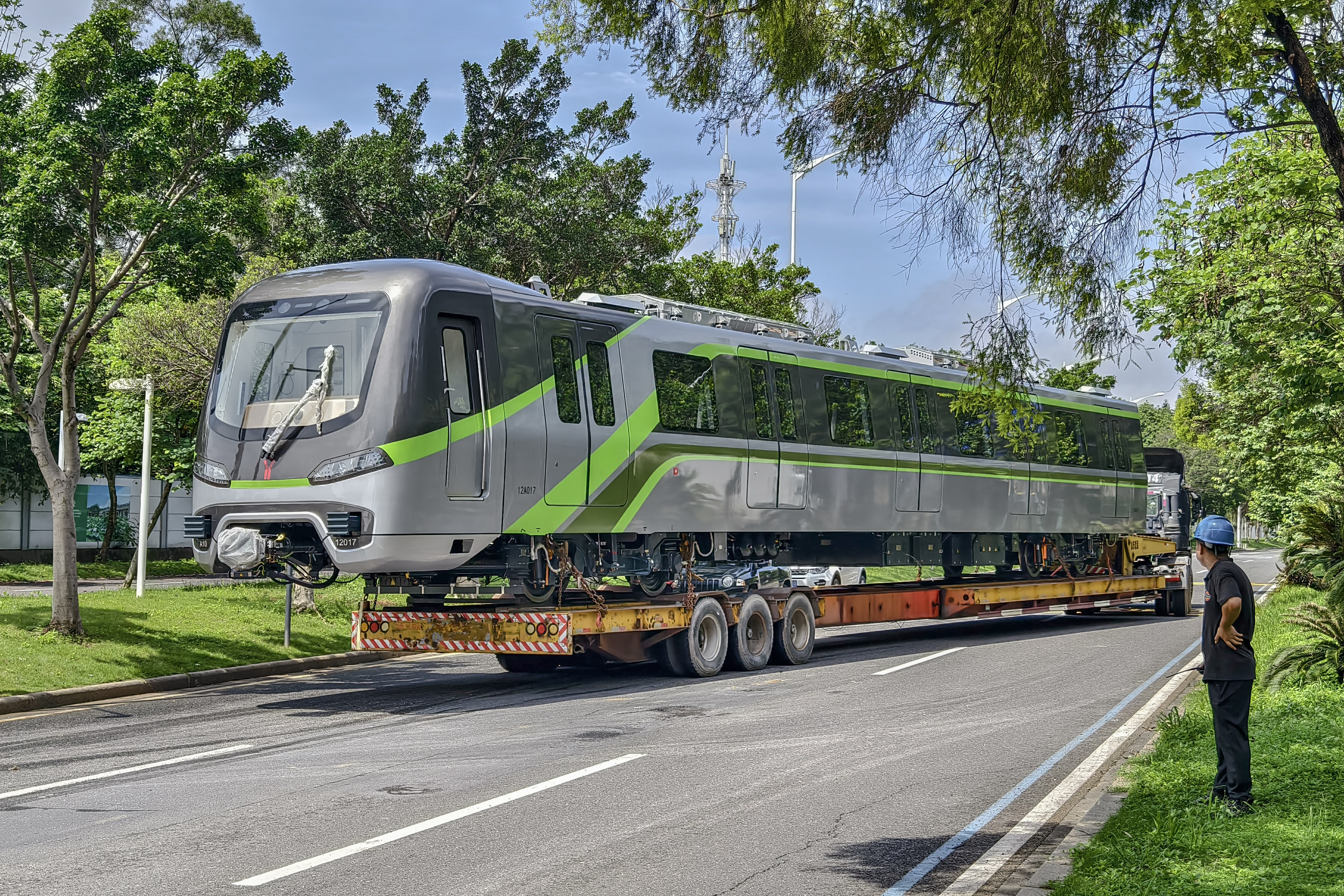
准备运进大学城南停车场吊装的12A017

十二号线列车的外观参考了十一号线列车（A9型）的设计，车身以珍珠灰为底色，车窗上下绘有淡绿及草绿两条色带，门窗部分则漆为深灰色，涂装颇具动感。列车在头车侧采用过渡处理，车头前窗部分为深灰色，并采用淡绿色线条作分隔底色处理。与以往广州地铁的各款A型地铁列车相比，十二号线列车的头车端不设緊急出口。

### 内部
多数列车的内饰与广州地铁近期购置的二号线增购列车（A8型）及七号线二期列车（B12型）使用相同的设计，采用白色LED灯提供照明，并配有不锈钢制扶手和座椅，立柱及座位两侧的扶手偏上部分使用广州地铁特色“红”进行衬托。列车在车门上方设有LCD动态地图，并在車廂兩端贯通道的顶部设有信息显示屏。
特别地，12x093-094号车组作为试验的“绿智城轨列车”采用全新的内饰设计，更首次配备可折叠电动座椅、USB充电接口及无线充电面板、OLED显示屏车窗、耳障助听等设施。

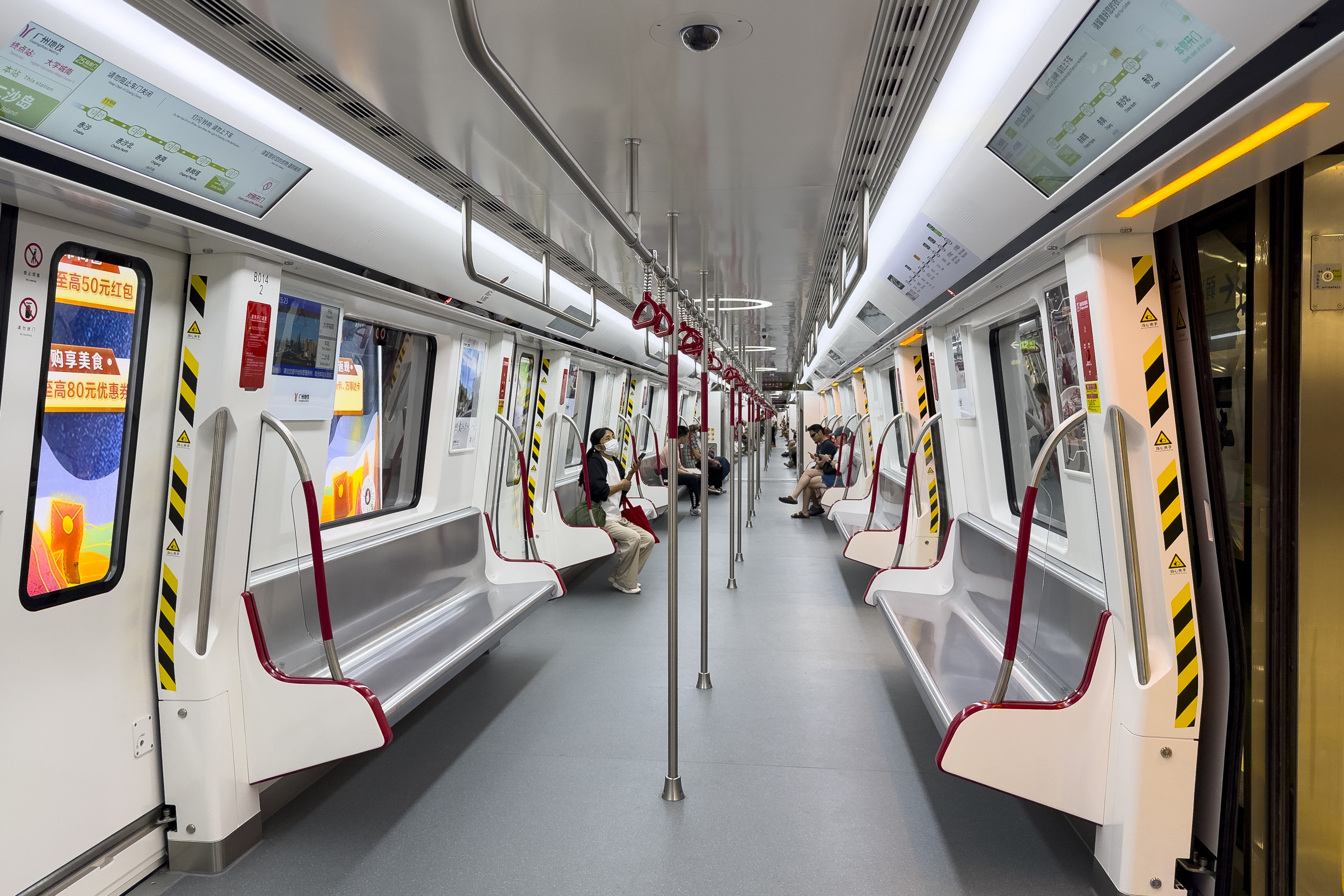
列车内部
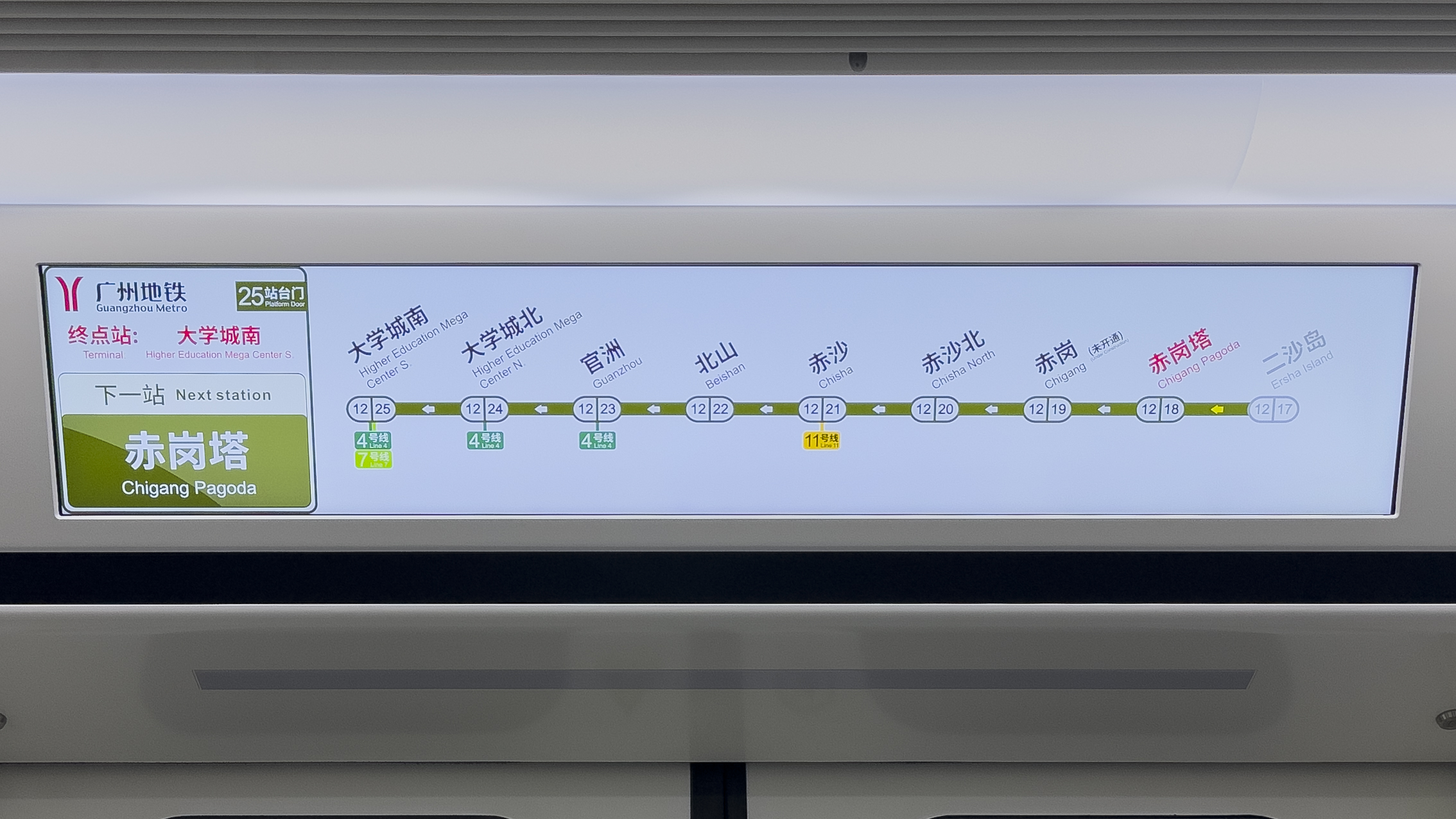
车门上方的LCD动态地图（12号线东段）
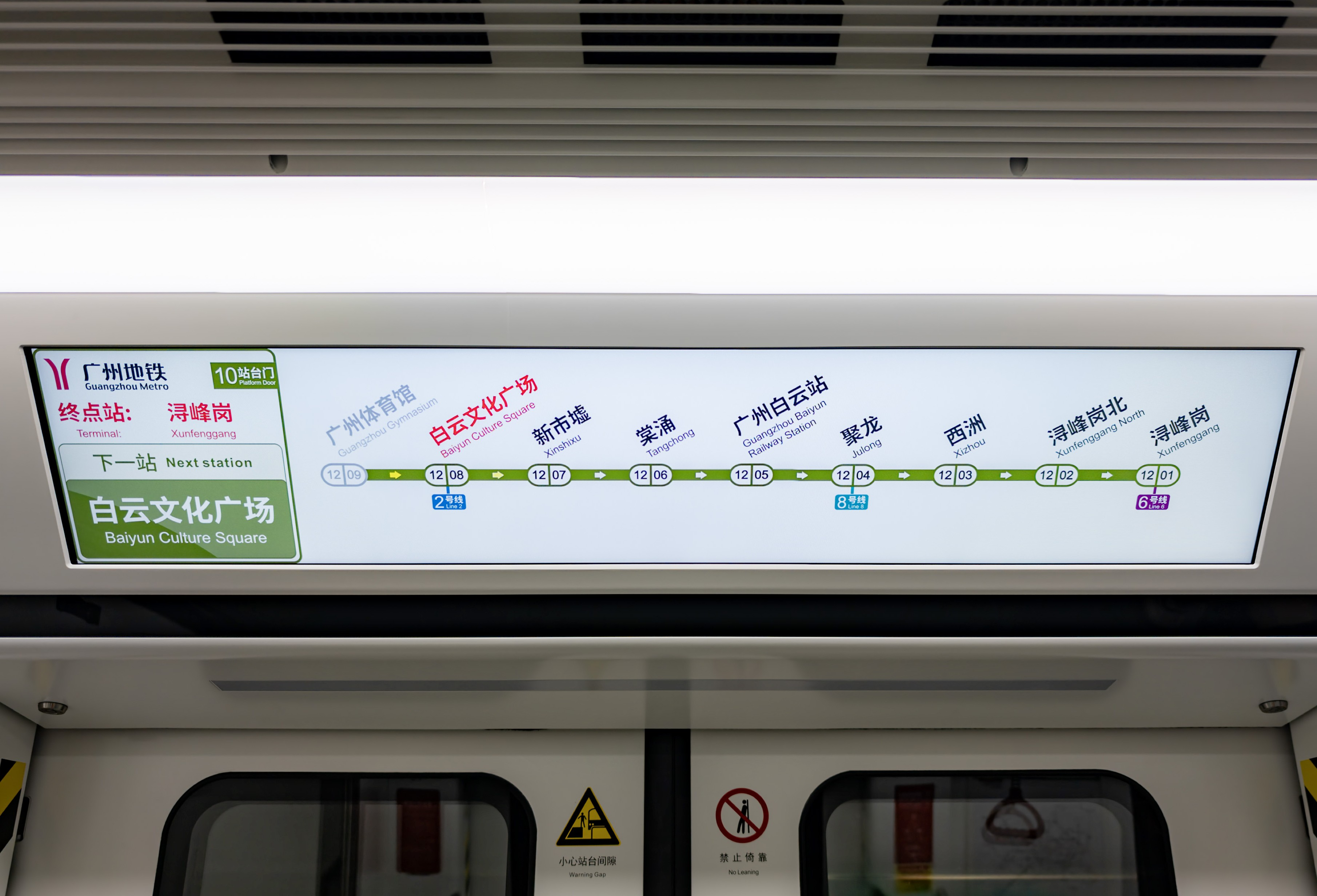
车门上方的LCD动态地图（12号线西段）

### 走行机器

#### 牵引系统
与A8型、A9型、B11型、B12型列车一样，A10型列车采用永磁牵引系统。

##### 牵引电机
每节B、C单元车厢下方各安装一台牵引逆变器，每台牵引逆变器驱动四台额定功率190千瓦的永磁同步牵引电机。具体而言：每台电机对应一个逆变单元，每两个逆变单元及一个斩波单元集成在一套功率单元中；一个变流模块集成了两套功率单元，每套功率单元都与牵引逆变器内集成式电抗器中的一路相连；变流模块的直流侧采用车控方式控制，交流侧采用轴控方式控制。
绿智城轨列车（12x093-094号车组）与普通列车相比，牵引电机为直驱型，转向架亦与普通列车的不同，重量和体积均有降低。

##### 牵引逆变器
牵引逆变器采用永磁P2平台（t Power-TN34系列）产品，以“安全可靠、绿色高效、小型轻量、智能便捷”为目标，满足SIL4安全功能等级，并拥有智能诊断功能，具有高工作效率、高安全系数、高集成度、高可靠性的优点，与永磁P1平台（t Power-TN27系列）产品相比，单台机器可实现体积减小36.34%、重量降低34.5%、额定损耗降低25.4%。
多数列车的牵引逆变器使用IGBT变流模块，而绿智城轨列车（12x093-094号车组）的则使用全碳化硅变流模块。

##### 高压电器箱
每节B单元车厢下方各安装一台高压电器箱，其为适用于标准地铁列车平台的t Driver-EH144系列产品，内含高速断路器、辅助熔断器、三位置转换开关等部件，连接前端的受电弓及后端的牵引逆变器和辅助电源，对牵引及辅助系统整体进行保护。

#### 辅助系统
每节A单元车厢下方各安装一台辅助电源。
多数列车的辅助电源由广州鼎汉轨道交通车辆装备提供，其与时代电气t Power-AA55系列产品的结构类似，两套135千伏安的电源单体（包括120千伏安的辅助逆变器和15千瓦的蓄电池充电机）集成在一个箱体内。
绿智城轨列车（12x093-094号车组）的辅助电源由株洲中车时代电气提供，为“碳之力”高频辅助变流器（t Power-AA63系列）的首两个应用项目之一。与普通列车的辅助电源相比，其配置的功率模块采用新一代SiC-MOSFET器件，结构紧凑且高度集成化，工作效率提升2%、损耗下降30%，节能效果明显。

#### 制动系统
列车使用的EP09/T制动系统采用气电分离的设计，由独立的电子控制单元（EBCU）和气动控制单元（PBCU）组成。每列车安装两套制动系统，每套系统由两台网关控制单元EP09G/T和四台制动扩展单元EP09R/T组成，每节A、C单元车厢下方各安装一台EP09G/T 和一台EP09R/T，每节B单元车厢下方各安装两台EP09R/T。该系统采用架控方式的微机控制机制模拟直通式电空制动系统的运作，在EP09制动系统的基础上进行零部件的简统化和模块化设计，有效降低了系统的制造成本及运用维护费用。
此外，每节车厢各安装三个100升储风缸及四个60升储风缸，前者分别作为列车的主储风缸、制动储风缸和转向架用空气弹簧的主气室，后者作为转向架用空气弹簧的附加气室。100升储风缸由中车戚墅堰机车车辆工艺研究所或南京浦镇科技实业有限公司提供，60升储风缸由中车戚墅堰机车车辆工艺研究所或株洲时代金属制造有限公司提供。

## 列车编组
十二号线列车以6节车厢为一列，每列车包含两个动力单元，每个动力单元由一节带受电弓动车、一节不带受电弓动车和一节带司机室拖车组成。列車共购置47列，其編號由12x001-002起至12x093-094止；开通初期上线23列，其中东段12列、西段11列。
|                                                                                               | 十二号线列车（A10） ←浔峰岗・二沙岛方向广州体育馆・大学城南方向→ |              |                 |              |                 |                 |   |                 |              |                 |              |              |   |
| 动力单元                                                                                      |                                                                  | 120×× （奇） | 120×× （奇）    | 120×× （奇） | 120×× （奇）    | 120×× （奇）    |   | 120×× （偶）    | 120×× （偶） | 120×× （偶）    | 120×× （偶） | 120×× （偶） |   |
| 車廂編號                                                                                      | 12A001 : 12A093                                                  |              | 12B001 : 12B093 |              | 12C001 : 12C093 | 12C002 : 12C094 |   | 12B002 : 12B094 |              | 12A002 : 12A094 |              |              |   |
| 受电弓                                                                                        |                                                                  | ＞           |                 |              | ＜              |                 |   |                 |              |                 |              |              |   |
| 車廂类型                                                                                      | =                                                                | Tc           | -               | Mp           | -               | M               | + | M               | -            | Mp              | -            | Tc           | = |
| 安裝機器                                                                                      |                                                                  | SIV, BT      |                 | VVVF, BR, HV |                 | VVVF, BR, CP    |   | VVVF, BR, CP    |              | VVVF, BR, HV    |              | SIV, BT      |   |
| 车厢设备                                                                                      | 弱冷                                                             |              | 無障礙設施      | 無障礙設施   |                 | 弱冷            |   |                 |              |                 |              |              |   |
| M：动力车；Mp：带受电弓的动车；Tc：带驾驶室的拖车                                             |                                                                  |              |                 |              |                 |                 |   |                 |              |                 |              |              |   |
| ＝ ：全自动车钩；+ ：半自动车钩；- ：半永久牵引杆                                             |                                                                  |              |                 |              |                 |                 |   |                 |              |                 |              |              |   |
| VVVF：牵引逆变器；SIV：辅助电源；HV：高压电器箱；BR：制动电阻；BT：蓄電池；CP：電動空氣壓縮機 |                                                                  |              |                 |              |                 |                 |   |                 |              |                 |              |              |   |
| ：设有轮椅停放区                                                                              |                                                                  |              |                 |              |                 |                 |   |                 |              |                 |              |              |   |